# 井狩弥左衛門
井狩 弥左衛門（いがり / いかり やざえもん、1844年11月27日（弘化元年10月18日） - 1901年（明治34年）5月23日）は、明治時代の政治家。貴族院多額納税者議員。9代井狩弥左衛門。

## 経歴
近江国野洲郡江頭村（北里村を経て、現在の近江八幡市）に生まれる。富豪として桑園や水田を拓き米質改良組合を組織するなど農業発展に尽力する。1873年（明治6年）以降、滋賀県野洲郡第五区副区長、同区長、同郡七十八箇村連合村会議員、滋賀県会議員、野洲郡所得税調査委員、滋賀県農工銀行設立委員などを歴任する。近江帆布会社の設立にも尽力した。
1897年（明治30年）9月、滋賀県多額納税者として貴族院議員に互選され、同月29日に就任したが、在任中に死去した。

## 栄典
- 1894年（明治27年）4月12日 - 緑綬褒章[3]